# Батичі
Батичі (пол. Batycze) — розташоване на Закерзонні село в Польщі, у гміні Журавиця Перемишльського повіту Підкарпатського воєводства.
Населення — 308 осіб (2011).

## Розташування
Розміщене недалеко від кордону з Україною. Село розташоване за 2 км на схід від Журавиці, за 6 км на північний схід від Перемишля та 63 км на південний схід від Ряшева.

## Історія
Входило до складу Перемиського староства Перемишльської землі Руського воєводства до 1772 р.
У 1880 р. село належало до Перемишльського повіту Королівства Галичини та Володимирії Австро-Угорської імперії, у селі було 373 мешканців (342 греко-католики, 24 римо-католики і 7 юдеїв).
У 1939 році в селі проживало 630 мешканців, з них 560 українців-грекокатоликів, 45 українців-римокатоликів, 15 поляків і 10 євреїв. Село входило до ґміни Оріхівці Перемишльського повіту Львівського воєводства.
В липні 1944 року радянські війська оволоділи селом, а за Люблінською угодою від 9 вересня 1944 року село опинилося в Польщі. Українців добровільно-примусово виселяли в СРСР. Українське населення села, якому вдалося уникнути вивезення до СРСР, попало в 1947 році під етнічну чистка під час проведення Операції «Вісла» і було депортовано на понімецькі землі у західній та північній частині польської держави, що до 1945 належали Німеччині. На їх місце населяли поляків.
У 1975-1998 роках село належало до Перемишльського воєводства.

## Церква
Перше документальне свідчення про церкву в селі сягає 1507 р.
У 1935 р. українці на місці попередньої (1901 р.) дерев’яної збудували муровану греко-католицьку церкву св. О. Николая. До їх депортації була філіяльною церквою, яка належала до парафії Вуйковичі Радимнянського деканату Перемишльської єпархії, надалі перетворена на костел.

## Демографія
Демографічна структура станом на 31 березня 2011 року:
|          | Загалом | Допрацездатний вік | Працездатний вік | Постпрацездатний вік |
| -------- | ------- | ------------------ | ---------------- | -------------------- |
| Чоловіки | 146     | 40                 | 88               | 18                   |
| Жінки    | 162     | 42                 | 79               | 41                   |
| Разом    | 308     | 82                 | 167              | 59                   |